# Hybomitra decora
Hybomitra decora är en tvåvingeart som först beskrevs av Friedrich Hermann Loew 1858.  Hybomitra decora ingår i släktet Hybomitra och familjen bromsar. Inga underarter finns listade i Catalogue of Life.